# Black Books
Black Books is een Britse komische televisieserie, geproduceerd door Channel 4. De serie wordt geschreven door Graham Linehan en Dylan Moran, die er tevens de titelrol in vertolkt. De reeks won zowel in 2001 als 2005 een BAFTA voor de beste sitcom; in 2001 kreeg ze eveneens, op het Rose d'Or-festival te Montreux, de bronzen roos toegekend.
De reeks draait om een boekhandel in het Londense Bloomsbury, die geëxploiteerd wordt door Bernard Black (vertolkt door Dylan Moran), een bijzonder norse, sarcastische, vuilgebekte Ierse zuiplap. Hij is het prototype van de misantroop. Zijn enige personeelslid is Manny (gespeeld door Bill Bailey), een langharige, ietwat schuchtere en gezette man die Bernards slaafje is. Manny is stukken sympathieker dan Bernard. Het derde vaste personage is buurvrouw Fran (gespeeld door Tamsin Greig), die het goed met Manny kan vinden, tot Bernards onmetelijke ergernis. Fran is een alleenstaande vrouw die Bernard geregeld hard aanpakt.
Het bijzondere aan de serie is de bizarre werkelijkheid waarin alles zich lijkt af te spelen: in tegenstelling tot de meeste sitcoms poogt Black Books absoluut niet realistisch te zijn. Absurde, surreële taferelen ontstaan voortdurend, en de dialogen zijn soms nogal experimenteel. Wanneer Bernard, die zich blauw ergert aan de schoonmaakzucht van Manny, zijn kop koffie op een tafeltje zet en Manny bezweert dat zijn winkel überhaupt niet vuil is — de boekhandel is steevast onwaarschijnlijk smerig —, blijkt het tafeltje zodanig kleverig te zijn dat Bernard, die opnieuw een slok van zijn koffie drinkt, het volledig de lucht in heft. Ook blijkt onder een restauranttafel plotseling een hele toog schuil te gaan, zodat Bernard onder tafel iets kan gaan drinken wanneer zijn tafelgasten hem vervelen.
Er werd beweerd dat Moran het idee voor Black Books kreeg toen hij een figurantenrolletje in de film Notting Hill speelde, waar hij boeken poogde te ontvreemden uit het boekhandeltje van Hugh Grant, maar Moran ontkent dat dat de aanleiding was.
Na een pilotaflevering in 1998 zijn er drie reeksen gemaakt; thans is de reeks stilgelegd.
In haar gevatte dialogen en visuele humor doet de serie somtijds wel aan een stripverhaal denken, met levende karikaturen.

## Personages
- Bernard Black: Bernard, de baas van het boekhandeltje, heeft als hobby's kettingroken, zich lazarus drinken, boeken lezen en mensen beledigen, vooral dan de klanten. Bernard draagt altijd hetzelfde zwarte pak, dat later in feite een wit pak blijkt te zijn dat gewoon buitengewoon vuil is. Zijn zwarte haar is verwaarloosd en hangt in zijn gezicht. Bernard haat klanten en ziet er telkens zwaar tegen op zijn winkel te moeten openen. Komt hij buiten, dan is het om drank te halen. Hij zit gewoonlijk de hele dag achter zijn bureau met een glas wijn en een sigaret. Hij scheldt Manny voortdurend uit en geeft geen zier om de financiële toestand van zijn zaak. Soms werpt hij messen naar allerlei soorten ongedierte dat in de keuken rondkruipt, met dodelijke precisie.
- Manny Bianco: de veel te brave Manny woont bij Bernard in; in de eerste aflevering heeft Fran Bernard op gewelddadige wijze gedwongen om Manny aan te nemen. Manny, een gewezen bediende, heeft wel verstand van rekeningen bijhouden, maar de winkel van Bernard is zo'n onvoorstelbare mesthoop dat Manny's voornaamste bezigheid in schoonmaken bestaat. Manny roddelt graag met Fran over koetjes en kalfjes, hij kookt (en blijkt een meester-kok te zijn), en is de eeuwige underdog. Daarenboven is hij blijkbaar een pianovirtuoos. Manny krijgt stank voor dank van Bernard, al hebben ze samen soms wel plezier wanneer ze het op een collectief zuipen zetten. Manny heeft een lange sik en lang haar, en maakt een niet al te snuggere indruk. Anderzijds heeft hij weleens tegen Bernard geriposteerd: „Beitel je sokken zelf uit je schoenen!“. In wezen draait de boekhandel dankzij Manny.
- Fran Katzenjammer: Fran is Bernards buurvrouw. In de eerste reeks heeft ze een winkeltje naast dat van Bernard, waar ze onidentificeerbare kitscherige voorwerpen verkoopt. In latere reeksen is niet duidelijk wat ze nu eigenlijk voor de kost doet. Fran heeft relatief keurig zwart haar en is van 'Tisjtajaanse' afstamming, waar dat ook moge liggen. Ze maakt op het eerste gezicht een normale indruk, maar vertoont neurotisch gedrag en is wanhopig op zoek naar een partner, wat onvermijdelijk op een ramp uitdraait. Fran is waarschijnlijk de enige vriend(in) die Bernard heeft; net zoals hij rookt ze zich te pletter en doet gretig mee met Bernards drinkgelagen. Ze neemt het vaak voor Manny op, maar Bernard blijft haar maatje, hoe antipathiek hij ook is.